# Lurdusaurus
Lurdusaurus byl velký býložravý dinosaurus, ornitopod z infrařádu Iguanodontia. Na svoji dobu šlo o poměrně vyspělého iguanodonta, vývojově byl dokonce bližší hadrosauridům („kachnozobím dinosaurům“) než samotnému rodu Iguanodon. Známý je z nekompletních pozůstatků dvou jedinců. Žil před přibližně 115 milióny let. Jeho fosílie byly nalezeny v Severní Africe.

## Popis
Lurdusaurus byl mohutný ornitopod dlouhý zhruba 7 až 9 metrů a vážící pravděpodobně okolo 2,5 tuny. Sice byl vývojově vyspělejší než rod Iguanodon, v hlavních vnějších znacích se mu ale stále podobal. Na rozdíl od jiných iguanodonů a příbuzných rodů, které se pohybovali jak po dvou, tak po čtyřech končetinách, byl Lurdusaurus s poměrně krátkými zadními končetinami a prodlouženými silnými předními končetinami přizpůsobený k čtyřnohému pohybu. Siluetou tak připomínal obrovského vymřelého pozemního lenochoda (Megatherium).